# شرکت دوار ماشین
شرکت دوار ماشین یک منطقهٔ مسکونی در ایران است که در دهستان سیف‌آباد واقع شده‌است. شرکت دوار ماشین ۳۶ نفر جمعیت دارد.